# Нікішин Юрій Миколайович
Юрій Миколайович Нікішин (28 лютого 1950) — радянський хокеїст, захисник.

## Спортивна кар'єра
У складі юніорської збірної СРСР — срібний призер чемпіонату Європи 1968 року. У вересні-жовтні 1967 року був у московському «Спартаку», але не провів жодного матчу в чемпіонаті. Наступного сезону став гравцем клубу «Динамо» (Москва). У вищій лізі дебютував 15 вересня 1968 року проти воскресенського «Хіміка» (2:1). У «динамівців» двічі відзначився Олександр Мальцев. Юрій Нікішин грав у парі з Станіславом Щеголєвим. Став третім призером першості Радянського Союзу. В міжсезоння перейшов до київських одноклубників, кольори яких захищав протягом двох сезонів. Всього у вищій лізі провів 65 матчів. забив 1 гол. З 1971 по 1974 рік виступав за команди другої ліги «Труд» (Подольськ, Московська область) і «Верстатобудівельник» (Рязань).

## Досягнення
- Бронзовий призер чемпіонату СРСР (1): 1969

## Статистика
| Сезон   | Клуб                  | Ліга   | І  | Г | П | О | ШХ |
| ------- | --------------------- | ------ | -- | - | - | - | -- |
| 1968-69 | «Динамо» (Москва)     | СРСР   | 35 | 0 | - | - | -  |
| 1969-70 | «Динамо» (Київ)       | СРСР   | 30 | 1 | 0 | 1 | 42 |
| 1970-71 | «Динамо» (Київ)       | СРСР-2 | 39 | 2 | - | - | 34 |
| 1971-72 | «Труд» (Подольськ)    | СРСР-3 | -  | 1 | - | - | -  |
| 1972-73 | «Верстатобудівельник» | СРСР-3 | -  | 5 | - | - | -  |
| 1973-74 | «Верстатобудівельник» | СРСР-3 | -  | 2 | - | - | -  |